# 孫世偉 (台灣)
孫世偉（1958年—），臺灣企業家。曾任聯華電子執行長、聯華電子副董事長、紫光集團執行副總裁、武漢新芯執行長，現任兆捷科技獨立董事。

## 生平
孫世偉於1958年生於台灣，畢業於國立台灣大學電機系、美國西北大學電機博士，之後任職於摩托羅拉，1995年返回台灣。進入聯華電子歷任廠長、執行副總、營運長及執行長職務。2012年，升任聯華電子副董事長。2015年1月退休，也辭任聯電董事一職。2017年1月9日，孫世偉出任紫光集團執行副總裁。2019年8月29日，孫世偉接替高啟全擔任武漢新芯執行長。